# 3.7 cm Infanteriegeschütz M.15
El 3.7 cm Infanteriegeschütz M.15 era un cañón de apoyo austrohúngaro desarrollado para usarse en las trincheras durante la Primera Guerra Mundial. Su designación indica el calibre en centímetros, su papel (Infanteriegeschütz, cañón de infantería en alemán) y el modelo según el año de su introducción. Los cañones capturados por los italianos y las copias producidas en Italia fueron inicialmente designados como Cannone 37F y más tarde como 37/10 F. Mod. 1915 en la década de 1930 

## Historia
El 3.7 cm Infanteriegeschütz M.15 fue diseñado tomando en consideración las peculiaridades de la guerra de trincheras. En la Primera Guerra Mundial, la infantería se enfrentaba con frecuencia a líneas de trincheras bien protegidas, defendidas por nidos de ametralladora con campos de tiro interconectados. Los nidos de ametralladora podían construirse con sacos terreros, madera y chapa de acero corrugada, o ser casamatas de hormigón armado. Para la infantería que avanzaba a través de la tierra de nadie contra estas posiciones, lo único que podían ver era una pequeña abertura horizontal a la altura de la cintura, desde la cual apenas asomaba el borde superior del escudo protector de la ametralladora. La infantería debía acercarse a estas posiciones bajo fuego y destruirlas con disparos de fusil, granadas y lanzallamas. Los combatientes experimentron con morteros, granadas de fusil y cañones de montaña, pero estas posiciones solamente podían ser destruidas por disparos directos de artillería. Los cañones de montaña de pequeño calibre y los morteros, tales como el Skoda Modelo 15 75 mm y el 7.58 cm Minenwerfer alemán parecían ser adecuados, pero su tamaño y peso dificultaban su transporte en el accidentado terreno del campo de batalla.
La respuesta del Ejército austrohúngaro a este problema fue el 3.7 cm Infanteriegeschütz M.15, que a su vez estaba basado en el anterior 3.7 cm Gebirgskanone M.13 y al poco tiempo de su entrada en servicio, otros países pusieron en servicio cañones de apoyo similares, tales como el cañón de Infantería de 37 mm modelo 1916 TRP francés, el cañón de trinchera M1915 37 mm ruso y el 3.7 cm TAK 1918 alemán. La precisión del 3.7 cm Infanteriegeschütz M.15 compensaba el reducido calibre de su proyectil y su ligereza hacía que fuese sencillo de transportar durante los asaltos, al contrario de los cañones de montaña empleados hasta entonces en el mismo papel. En noviembre de 1915, el primer prototipo de Škoda fue probado por el Ejército austrohúngaro en el Frente Italiano. En 1916 se ordenaron 1.000 cañones, que fueron producidos por Škoda y ČKD, siendo enviados al frente durante el mismo año.
Los cañones austriacos capturados por el Regio Esercito fueron rápidamente puestos en servicio con los Alpini. Al mismo tiempo, se empezó a producir una copia en el Arsenal de Turín (ARET, Arsenal Regio Esercito di Torino), el Arsenal de Nápoles (AREN, Arsenal Regio Esercito di Napoli y por la empresa F.lli Marzoli de Palazzolo sull'Oglio. A pesar de ser obsoleto después de la Primera Guerra Mundial, algunos cañones todavía estaban en servicio cuando Italia entró a la Segunda Guerra Mundial en 1940.

## Diseño
La caña del cañón estaba hecha de acero, su ánima tenía 12 estrías levógiras y el cierre de su recámara era levadizo. Iba montado sobre un trípode tubular de acero, con dos patas laterales ajustables y una pata central equipada con azada de retroceso. Las patas laterales del trípode podían situarse tanto adelante como detrás del cañón. Debajo de la caña estaba el mecanismo de retroceso con amortiguador hidráulico y muelle helicoidal, así como la rueda de elevación. Era apuntado mediante una mira periscópica. Al trípode se le podía instalar un escudo protector de acero, así como dos ruedas para su transporte. Cuando las patas del trípode se plegaban, el cañón podía ser remolcado por un hombre, un caballo, una mula o dos perros. El cañón podía desmontarse en tres componentes principales para su transporte: cañón, mecanismo de retroceso y trípode, cada uno pesando 34,6 kg, 25,3 kg y 24,4 kg respectivamente. Disparaba el proyectil 37 x 57 R, que estaba disponible en versiones de alto poder explosivo, shrapnel y trazador. Los proyectiles eran transportados en cajas de madera de 15 proyectiles, que pesaban 26,5 kg.

## Organización
En el Ejército austrohúngaro, se esperaba que el mando de cada regimiento de infantería incluyese dos pelotones armados, que se redujo a uno por la falta de armamento. Cada pelotón estaba formado por un oficial, dos suboficiales, 26 soldados, cuatro 3.7 cm Infanteriegeschütz M.15, una carreta y cuatro animales de carga.

## Usuarios
- Imperio austrohúngaro
- Italia
- Polonia

## Galería

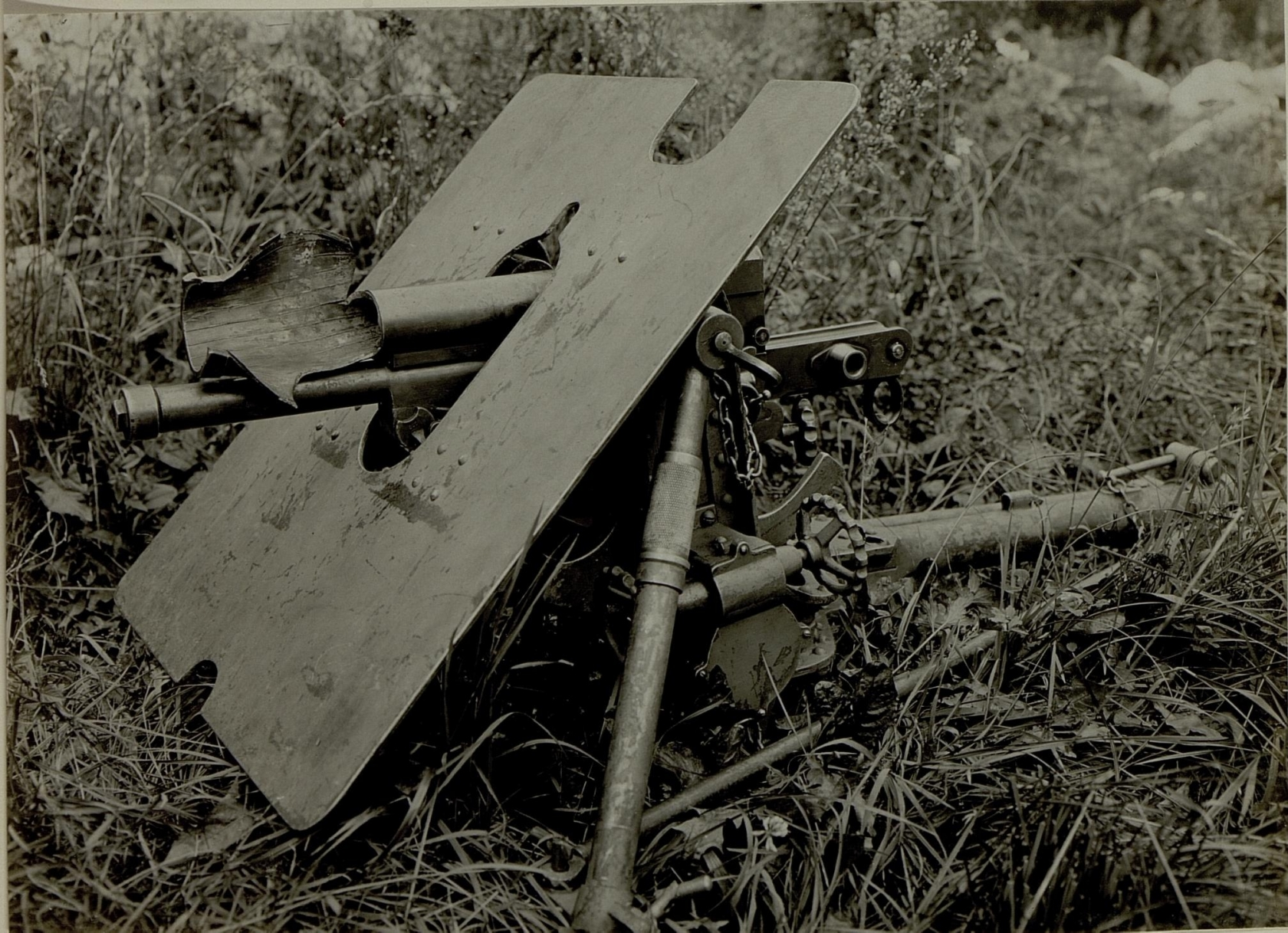
Un Infanteriegeschütz M.15 dañado, 1916.
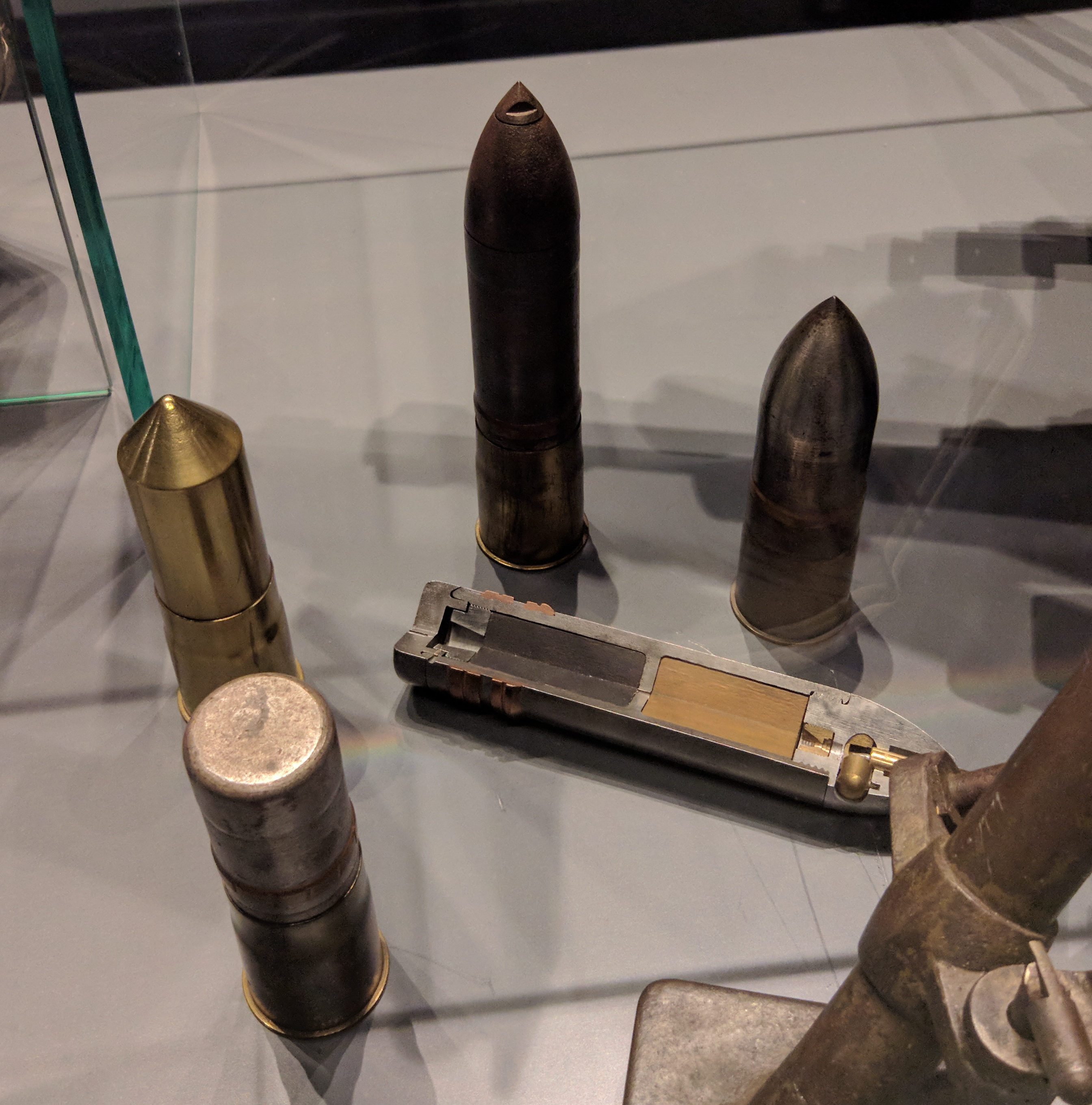
Proyectiles completos y seccionados del M.15 en el Museo de Historia Militar de Viena.
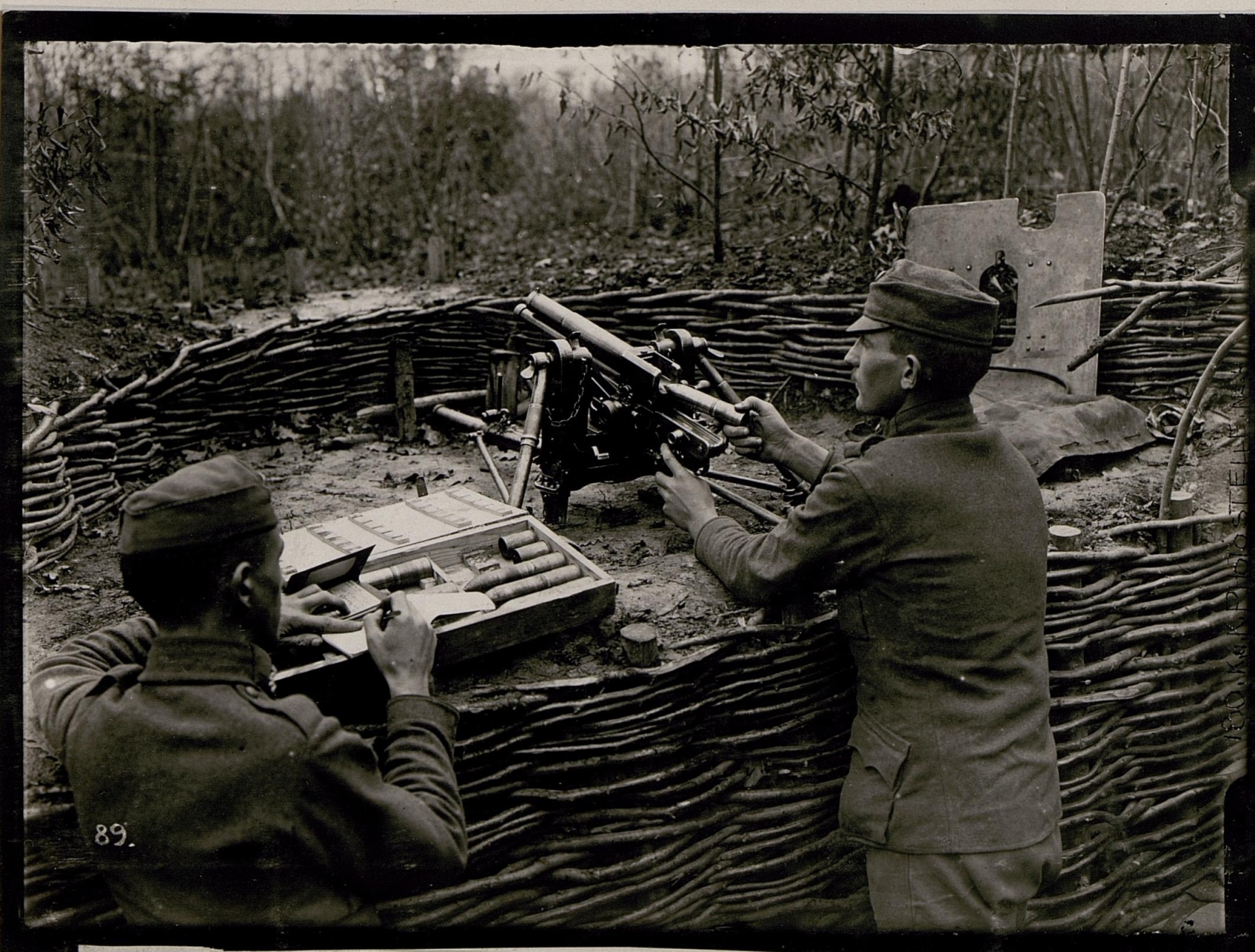
M.15 con su cola plegada adelante en una trinchera.
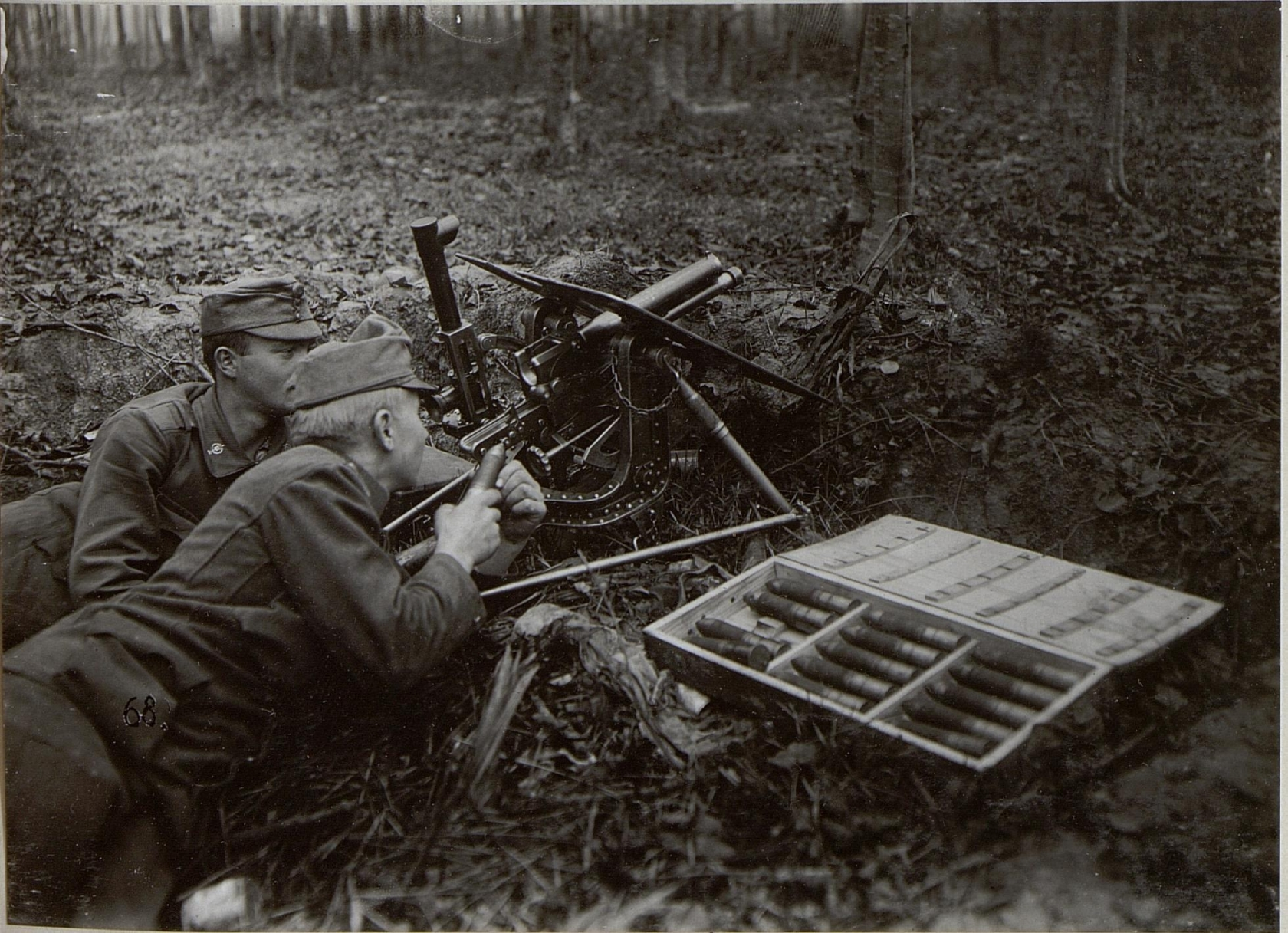
M.15 con escudo protector y su cola plegada atrás en un bosque.
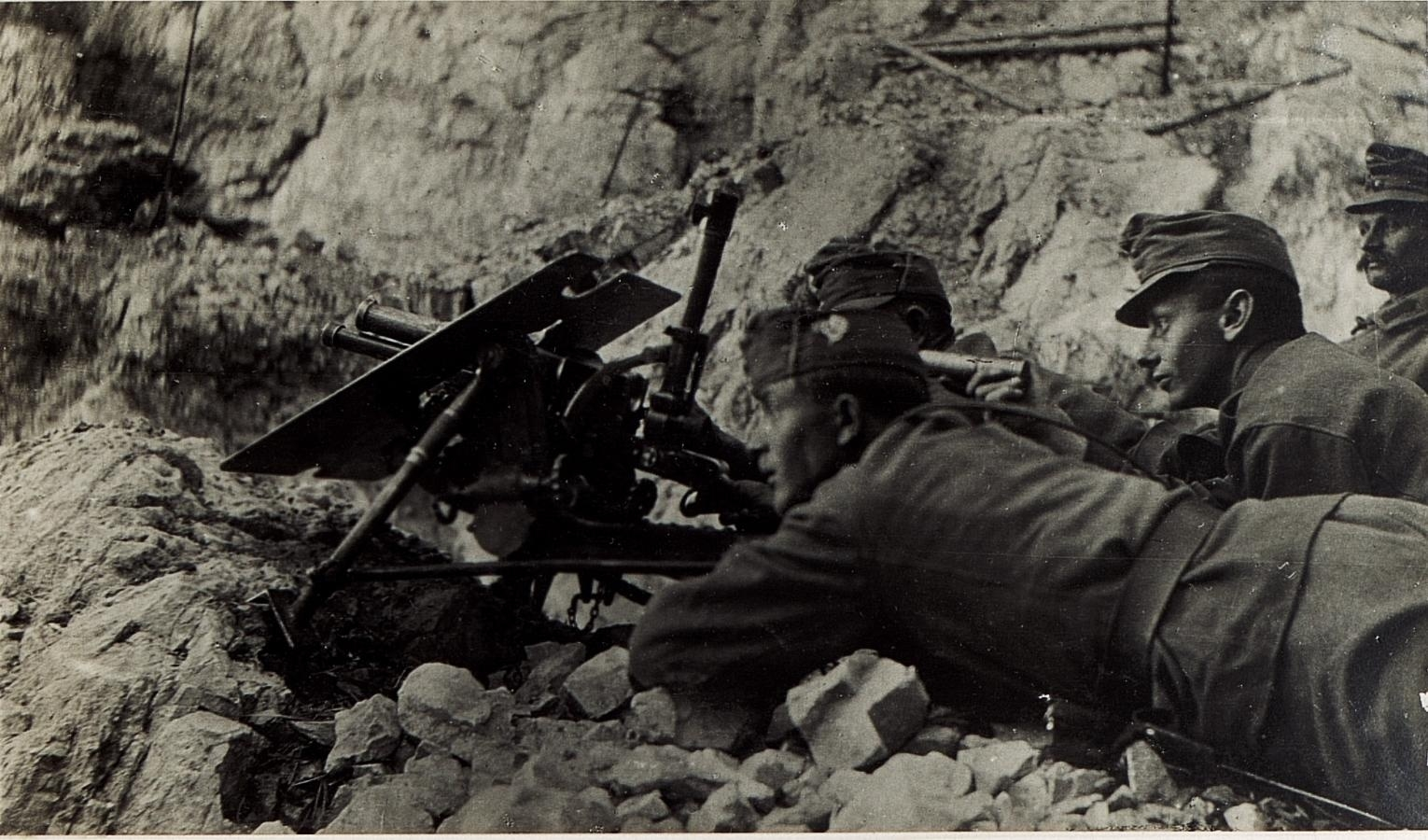
Tropas de montaña austrohúngaras apuntando un M.15.
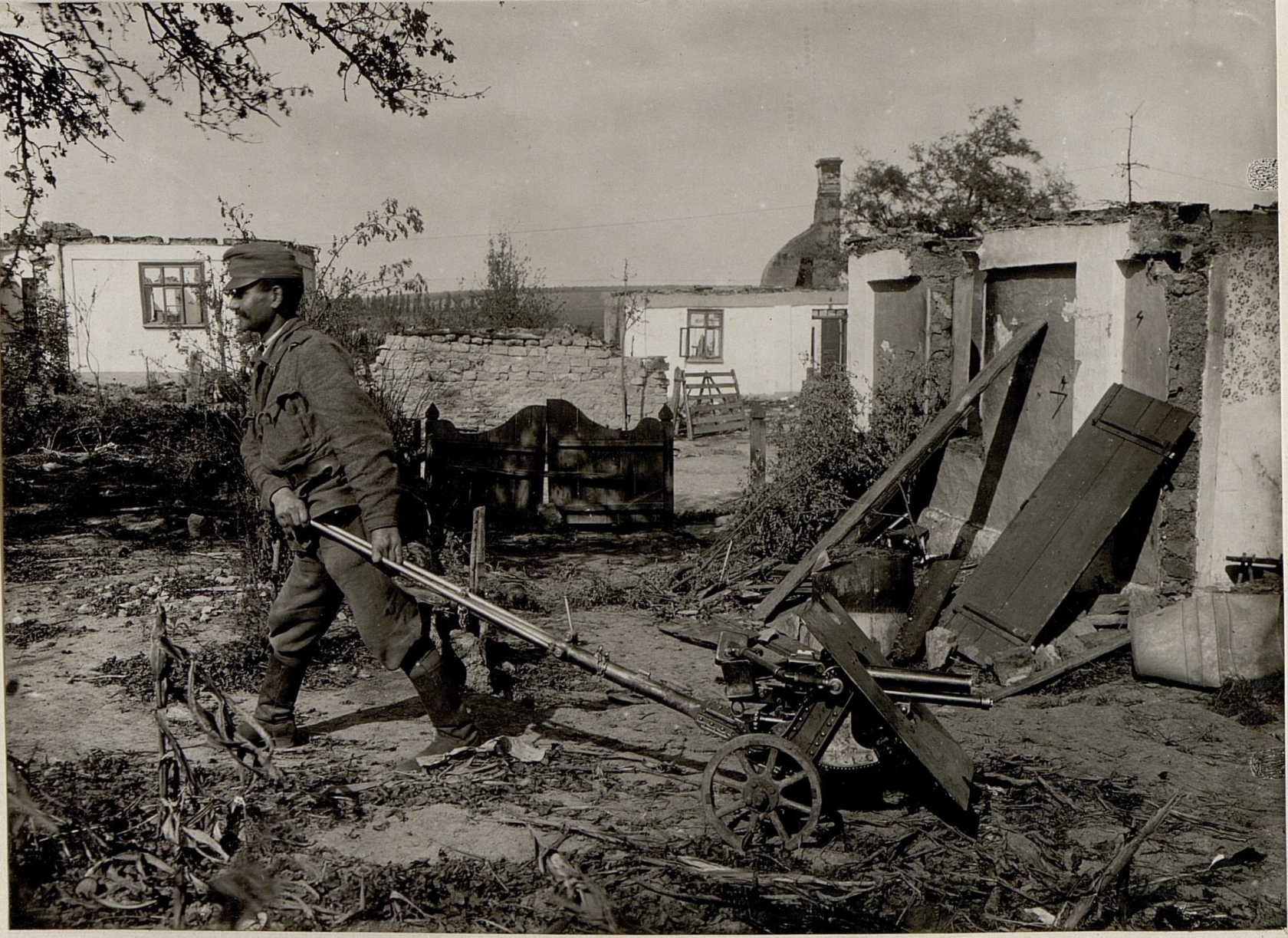
Soldado austrohúngaro remolcando un M.15 plegado.
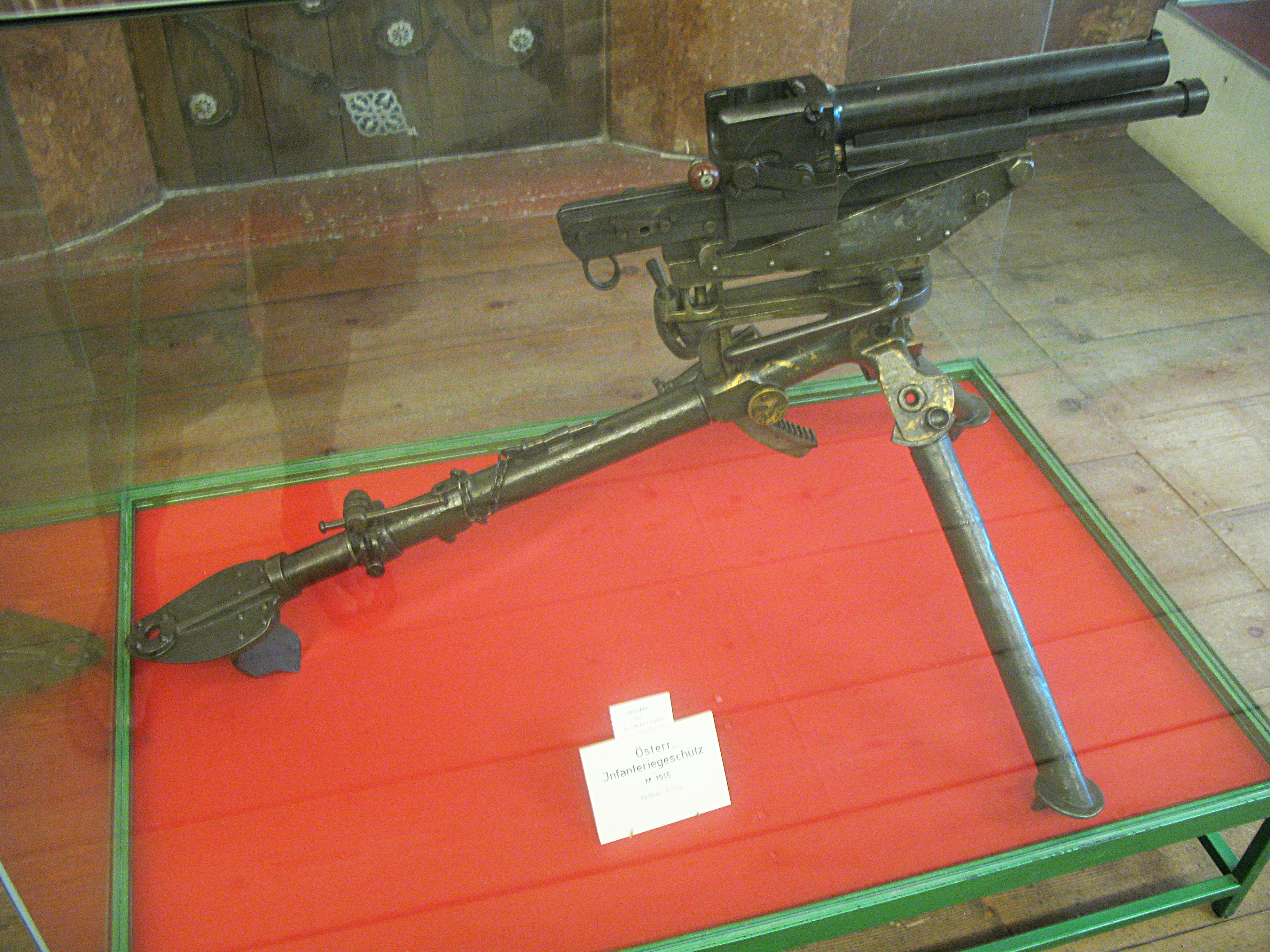
El 3.7 cm Infanteriegeschütz M.15 del Museo de la Fortaleza de Hohensalzburg.

## Cañones similares
- Cañón de Infantería de 37 mm modelo 1916 TRP
- Cañón de Infantería Tipo 11 37 mm